# Josef Žemlička
Josef Žemlička (* 1. prosince 1946, Slaný) je český historik, profesor a doktor filozofie. Absolvoval Filozofickou fakultu Karlovy univerzity obor archivnictví, titul doktora filozofie získal v roce 1971, habilitoval se v roce 1998. Roku 2002 byl jmenován profesorem pro obor české dějiny.
Na počátku své vědecko-výzkumné činnosti se zaměřoval na problematiku osídlení a kolonizace ve středověku, od konce sedmdesátých let 20. století rozšiřoval svůj zájem na další oblasti dějin 13. století, především na problematiku vzniku středověkých měst, počátky a rozmach pozemkové šlechty, politickou a společenskou strukturu českého státu za posledních Přemyslovců. Je členem předsednictva Commission internationale pour l'histoire des villes a členem Komise pro historickou geografii při Historickém ústavu Akademie věd ČR.

## Kariéra
Od roku 1970 působí v Historickém ústavu AV ČR, kde zastával funkci vedoucího oddělení dějin středověku. Od roku 1991 pracuje současně na FF UK v semináři českých středověkých dějin, který do r. 2010 vedl, a od roku 2003 v Centru medievistických studií. V roce 2010 se stal ředitelem Ústavu českých dějin FF UK (ÚČD). Tuto pozici zastával do roku 2013, v letech 2013-2016 pak byl zátupcem ředitele tamtéž, od roku 2016 do roku 2021 vedl Seminář starších dějin ÚČD.
Žemlička je autorem řady monografií, odborných statí a dvou historických románů.

## Dílo
- Vývoj osídlení dolního Poohří a Českého středohoří do 14. století. Praha : Academia, 1980. 199 s.
- Století posledních Přemyslovců. Praha : Panorama, 1986. 316 s.; 2. vyd. Praha : Melantrich, 1998. 412 s. ISBN 80-7023-281-1.
- Přemysl Otakar I. Panovník, stát a česká společnost na prahu vrcholného feudalismu. 1990. Praha : Svoboda, 1990. 361 s. ISBN 80-205-0099-5.
- Čechy v době knížecí 1034–1198. Praha : NLN, 1997. 660 s. ISBN 80-7106-196-4. 2. vyd. Praha : NLN, 2007. 712 s. ISBN 978-80-7106-905-8.
- Počátky Čech královských 1198–1253. Praha : NLN, 2002. 964 s. ISBN 80-7106-140-9.
- Zpověď Kukaty aneb chmurný příběh z dob, kdy v Čechách vládli Přemyslovci. Praha : Skřivan, 2003. 220 s. ISBN 80-86493-07-5.
- Přemyslovci. Jak žili, vládli a umírali. Praha : NLN, 2005. 497 s. ISBN 80-7106-759-8.
- Přemyslovci. Budování českého státu, Praha, NLN, 2009. 880 s. ISBN 978-80-7106-352-0 (spoluautoři Dušan Třeštík, Petr Sommer a kolektiv autorů)
- Přemysl Otakar II. : král na rozhraní věků. Praha : Nakladatelství Lidové noviny, 2011. 721 s. ISBN 978-80-7422-118-7.
- Království v pohybu : kolonizace, města a stříbro v závěru přemyslovské epochy. Praha : Nakladatelství Lidové noviny, 2014. 671 s. ISBN 978-80-7422-333-4.
- Do tří korun: Poslední rozmach Přemyslovců (1278—1301). Praha: Nakladatelství Lidové noviny, 2017. 592 s. ISBN 978-80-7422-566-6.
- Konec Přemyslovců: skladba a fungování jejich pozdní monarchie. Praha: Nakladatelství Lidové noviny, 2020. 722 s. ISBN 978-80-7422-752-3.